# Нерёй
Нерёй (норв. Nærøy) — коммуна в губернии Нур-Трёнделаг в Норвегии. Административный центр коммуны — город Кольверайд. Официальный язык коммуны — букмол. Население коммуны на 2007 год составляло 5015 чел. Площадь коммуны Нерёй — 1066,35 км².

## История
Ещё в Средние века здесь существовало урочище Ньярдёй (Njarðøy, тж. Nærøya, Nærø и Nærøen), что можно перевести с языка Norræn Tunga как остров божества Ньёрда (Njord) — то есть Njord-øy… Коммуна Нерёй (Nærøy) была учреждена 1 января 1838 г. Позднее, 1 июля 1869 г. от коммуны был отделён западный островной округ, ставший коммуной Виктен (Vikten). 1 января 1902 г. к Нерёю было присоединено незаселённое урочище Кольверайд (Kolvereid). 1 января 1964 г. к Нерёю были присоединены урочища Граввик (Gravvik) и Фольдерейд (Foldereid).
22 мая 1987 г. был утверждён герб Нерёя. В основе своей он восходит к печати норвежского короля Хакона Магнуссона (1344 года), коей скреплена была его жалованная грамота местным бондам. Рисунок представляет собой орнаментальную комбинацию из трёх флёр-де-лисов, позаимствованных из французской геральдики. Как известно, матерью Хакона была француженка Бланка Намюрская.

## Выдающиеся уроженцы
- Миккель Могенссон (Mikkel Mogenssøn, 1590 — 1654), священник и поэт.
- Гуллов Гьесет (Gullow Gjeseth, 1937 — 2017), генерал-майор, военный историк.

## Динамика населения коммуны
Первоначально Нерёй насчитывал 1,477 жителей.
Население коммуны за последние 60 лет.

Статистика коммуны Нерёй